# Coronel Sapucaia
Coronel Sapucaia é um município brasileiro da região Centro-Oeste, situado no estado de Mato Grosso do Sul.

## Geografia

### Localização
O município de  está situado no sul da região Centro-Oeste do Brasil, no Sudoeste de Mato Grosso do Sul (Microrregião de Iguatemi). Localiza-se a uma latitude 23º16'18" Sul e a uma longitude 55º31'45" Oeste. Distâncias:
- 420 km da capital estadual (Campo Grande)
- 1 554 km da capital federal (Brasília).

### Geografia física
Solo
Latossolo roxo
Relevo e altitude
Está a uma altitude de 510 m.
Clima, temperatura e pluviosidade
Está sob influência do clima tropical de altitude (Cwa).
Hidrografia
Está sob influência da Bacia do Rio da Prata.
Vegetação
Se localiza na região de influência da Mata Atlântica.

### Geografia política
Fuso horário
Está a -1 hora com relação a Brasília e -4 com relação a Greenwich.
Área
Ocupa uma superfície de de 1 028,898 km², representando 0,29 % do Estado, 0,06 % da Região e 0,01 % de todo o território brasileiro.
Subdivisões
Coronel Sapucaia (sede)

## História
O município de Coronel Sapucaia foi um dos distritos “Patrimônio da União” do Município de Ponta Porã, sendo que seu primitivo nome era Nhu-Verá. No lugar, a Companhia Mate Laranjeira Mendes, de propriedade de Tomás Laranjeira, criou um de seus postos de abastecimento para a exploração de erva-mate, conforme autorização obtida em 1889, do Império, para exploração da erva-mate na fronteira. Quando a Comarca de Nioaque distinguiu seus pontos políticos (na Divisão Administrativa Judiciária Territorial), o lugar foi reconhecido com o nome de Distrito de Paz Nhu-Verá, ganhando seus primeiros moradores, na maioria imigrantes. Nhu-Verá foi o berço de fusão de espíritos simples de trabalhadores. Já em 2 de dezembro de 1938 havia sido expedida certidão para a criação do Patrimônio da Povoação de Nhu-Verá, sendo denominado “Distrito de Paz de Antônio João”, situado no Município de Ponta Porã.
Em 1947, acabou o prazo de contrato que a Companhia Mate Laranjeira Mendes mantinha com o estado de Mato Grosso, e as terras que a empresa ocupava, foram sendo liberadas para a ocupação, o que causou um movimento pela legalização das mesmas. Em 6 de dezembro de 1948, o Distrito de Paz de Antônio João passou a pertencer à Comarca de Ponta Porã, e somente em 12 de novembro de 1968, o Distrito, já então Coronel Sapucaia, passou a fazer parte da Comarca de Amambai.

### Emancipação
Em 24 de maio de 1985,data em que hoje é comemorado o aniversário da cidade, foi implantada no distrito a subprefeitura, sendo nomeado Cirineu Antônio Garcia para exercê-la. O distrito já contava com dois representantes na Câmara Municipal de Amambai: Eurico Mariano (PMDB) e Lázaro Fernandes (PFL) eleitos vereadores em 15 de novembro de 1984. O movimento pela emancipação do Distrito e comunitárias, apoiados por grande parcela da população, resultou na elaboração do Projeto de Lei de autoria dos deputados estaduais Onevan de Matos e Zenóbio dos Santos que instituía o Município de Coronel Sapucaia, originando-se a partir daí, a Lei 632/85, de 31 de dezembro de 1985, que finalmente tornava Coronel Sapucaia um Município.
A instalação político-administrativa do município ocorreu em 1 de janeiro de 1987, e a representação política ficou assim constituída: Eurico Mariano, prefeito, e José Elodir Bender, vice-prefeito.

### Coronel Orlando Olsen Sapucaia
Coronel Sapucaia é o terceiro nome do município e veio-lhe em reconhecimento ao grande herói militar do mesmo nome.
Nascido em 30 de outubro de 1918 na cidade de Canoinhas (Santa Catarina), cursou o primário em Belo Horizonte e o curso secundário no Colégio Militar do Rio de Janeiro. Em 1937 entrou para a Escola Militar de Realengo, formando-se em 1940 na Arma de Cavalaria. Como Aspirante, em seu 1º Posto, vai servir no 11º RCI (11º Regimento de Cavalaria Independente) na cidade de Ponta Porã. Desde então cada vez que era transferido, pedia para voltar a servir em Ponta Porã. Durante todos os anos que serviu em Mato Grosso, tornou-se um verdadeiro mato-grossense, chegando mesmo a dizer que os melhores anos de sua vida foram passados neste Estado. Fazendo de sua vida Militar um serviço social, de real ajuda a população, foi em terras mato-grossenses, principalmente, onde viveu como queria, sempre trabalhando para um Brasil melhor, mais justo, junto de seu povo. Em 1961 foi transferido para o DAE, em Realengo (Rio de Janeiro), onde faleceu no dia 15 de janeiro de 1963.

## Infraestrutura

### Escolas
Coronel Sapucaia dispõe de 5 escolas no seu perímetro urbano, são elas:
- Escola Estadual Eneil Vargas,
- Escola Estadual Coronel Sapucaia,
- Escola Municipal Maurício Rodrigues de Paula,
- Escola Municipal Fernando de Souza Romanini,
- Escola Municipal Ruy Espíndola,

Além disso possui vários CEI's Centro de Educação Infantil.